# Finestra a lunetta

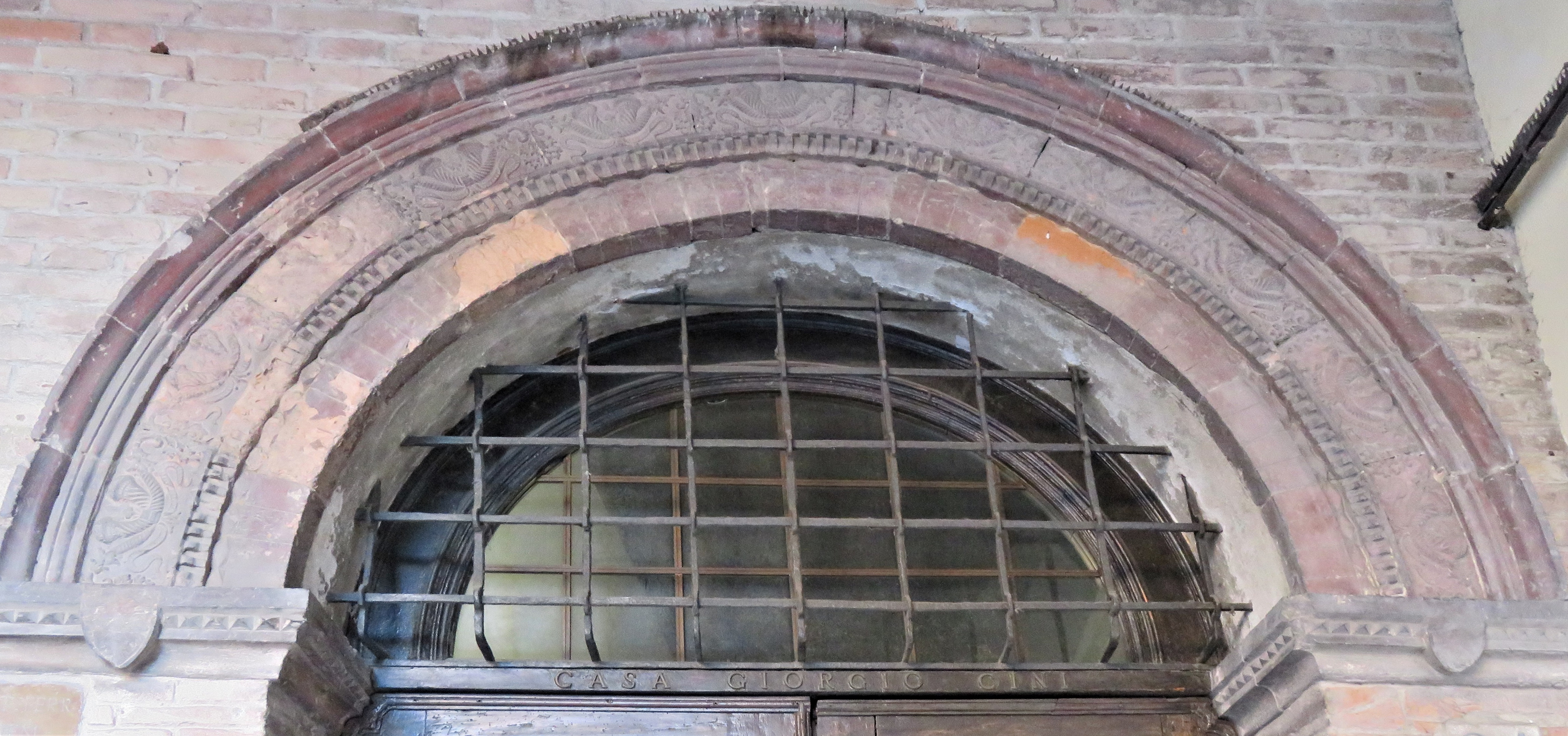
Finestra a lunetta nel portale di accesso di Casa Giorgio Cini in via Boccacanale di Santo Stefano, a Ferrara.

La finestra a lunetta è una finestra con forma semicircolare, o a mezzaluna, che può trovarsi come elemento architettonico sulla parete di un edificio oppure essere la parte compresa tra l'architrave e l'arco soprastante di una porta o un portale monumentale.

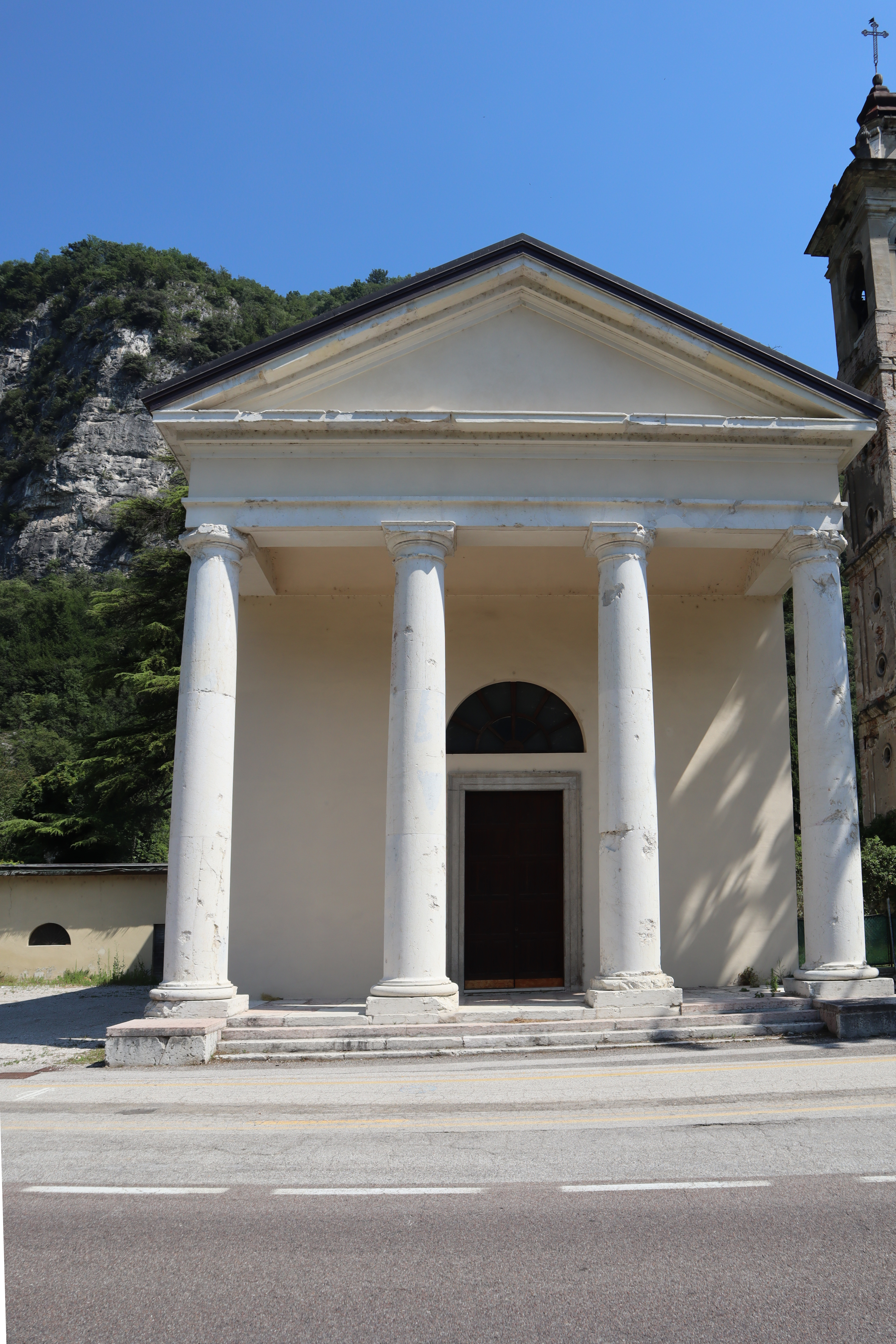
Chiesa del Nome di Maria, in Trentino. Finestra a lunetta in facciata.

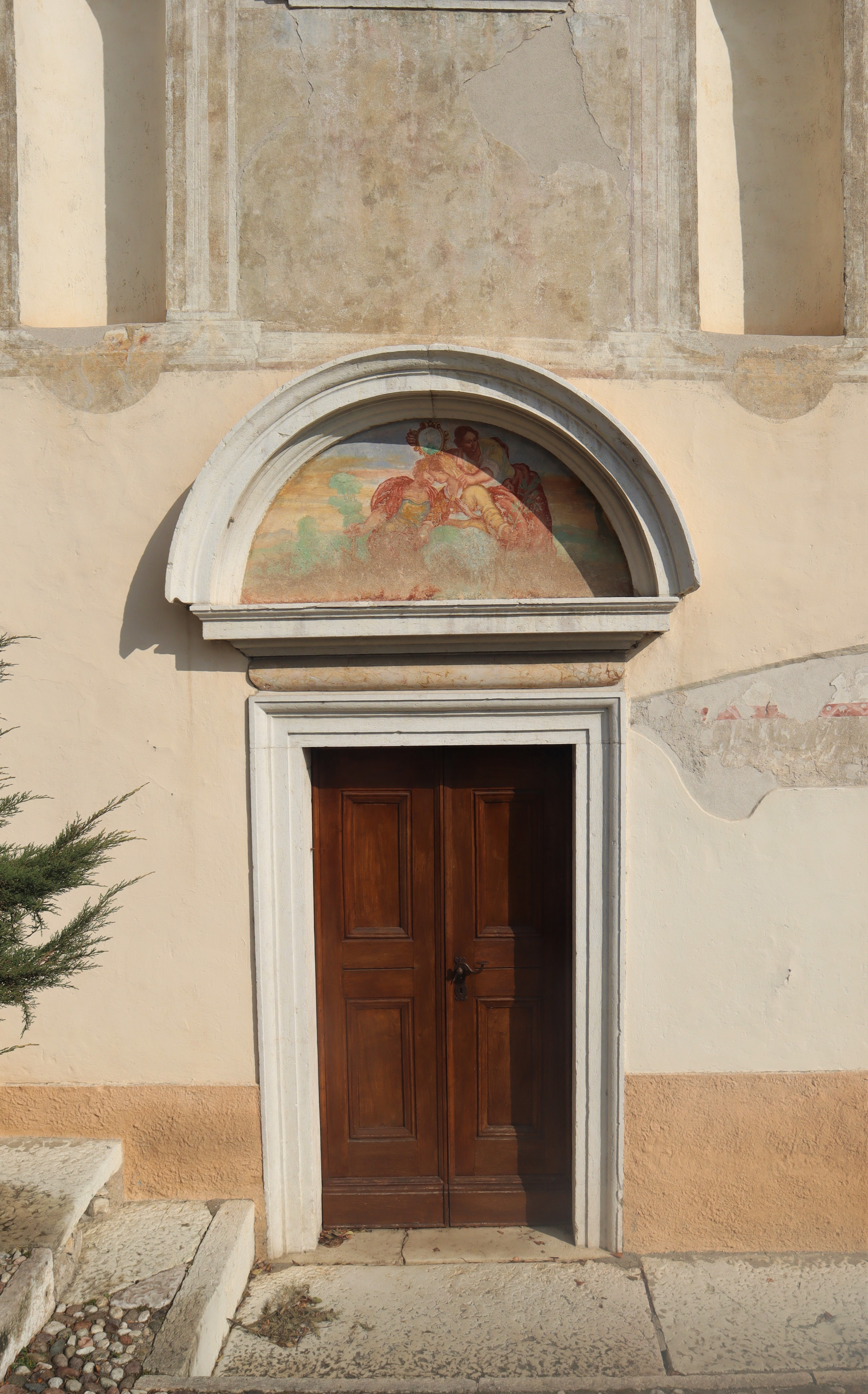
Esempio di finestra a lunetta cieca con immagini sacre, nella chiesa della Beata Vergine Maria a Nogaredo

## Origine del nome
La forma semicircolare, anche definita a luna, richiama l'immagine del nostro satellite naturale, la Luna.

## Storia
L'apertura con forma a lunetta si trova nell'architettura da secoli. A partire dal medioevo nelle chiese le finestre a lunetta cieche poste sulle facciate ospitavano le raffigurazioni di santi protettori o altre immagini sacre.

## Dimensioni
Solitamente la finestra a lunetta, che ha la forma di mezzaluna, ha dimensioni ridotte rispetto alle altre finestre magari di forma rotonda, quadrata o rettangolare, ma questa non è una regola precisa sempre rispettata.

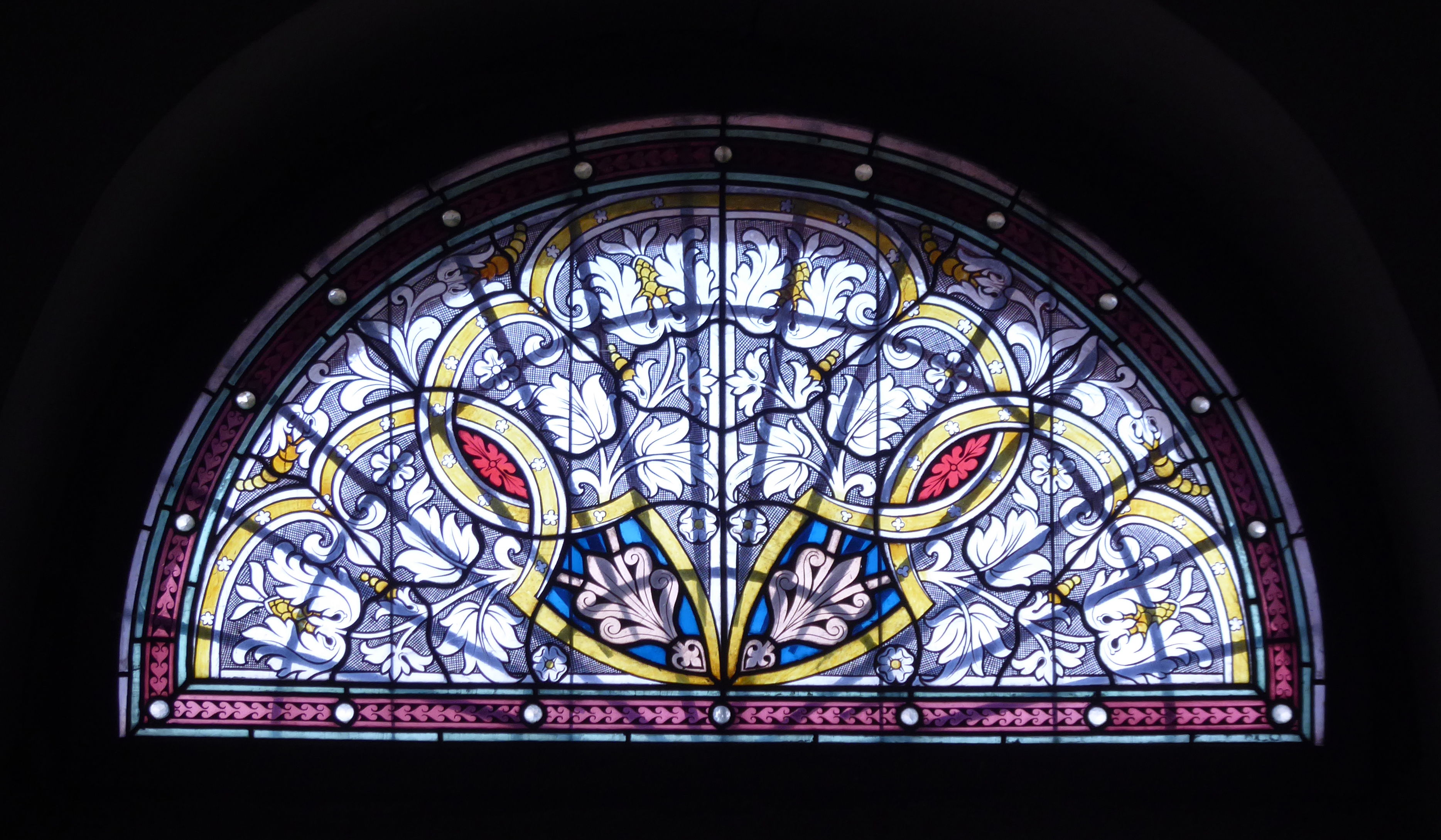
Finestra a lunetta vista dall'interno nella chiesa dei Santi Pietro e Paolo a Casez.

## Tipologia
Le finestre a lunetta si possono presentare come vere finestre aperte e che portano luce all'interno dell'edificio oppure come finestre cieche. Nel primo caso possono essere rifinite con vetrate magari con intelaiatura a conchiglia, mentre nel secondo caso possono essere semplici oppure decorate con mosaici, affreschi o altro genere di decorazione.